# Stöhr Haus

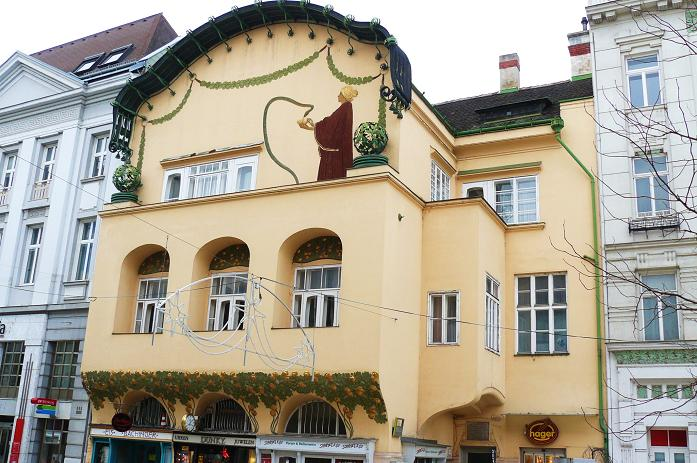
Stöhr Haus

Stöhr Haus (także Olbrich-Haus in St. Pölten) - zabytkowy secesyjny budynek mieszkalno-handlowy w St. Pölten, nieopodal dworca kolejowego, przy Kremser Gasse 41 (obecnie deptak).
Budynek zaprojektowany przez Josepha Marię Olbricha w 1899, jest obecnie najcenniejszym obiektem secesyjnym w stolicy Dolnej Austrii. Inwestorem był lekarz - Hermann Stöhr, którego brat (Ernst) był jednym z uczestników secesji wiedeńskiej. Z uwagi na profesję zamawiającego, na kremowożółtej elewacji przedstawiona jest nietypowa scena - kobieta karmiąca węża (Eskulap).